# Gladiolus gunnisii
Gladiolus gunnisii är en irisväxtart som först beskrevs av Alfred Barton Rendle, och fick sitt nu gällande namn av Wessel Marais. Gladiolus gunnisii ingår i släktet sabelliljor, och familjen irisväxter. Inga underarter finns listade i Catalogue of Life.